# Baie Eskwaskwakamak
La baie Eskwaskwakamak est un plan d'eau douce situé dans la partie Centre-Nord du réservoir Gouin, dans le territoire de la ville de La Tuque, dans la région administrative de la Mauricie, dans la province de Québec, au Canada.
Ce lac s’étire entièrement dans le canton de McSweeney.
Les activités récréotouristiques constituent la principale activité économique du secteur à cause de sa position stratégique pour la navigation, étant située près de la route 212 et près de la presqu’île du village d’Obedjiwan.
Le bassin versant du baie Eskwaskwakamak est desservi du côté Nord par la route 212 reliant le village d’Obedjiwan à la rive Est du réservoir Gouin ; cette route permet l’accès au lac Toussaint (réservoir Gouin) et aux diverses baies de la rive Nord-Est du réservoir Gouin. Quelques routes forestières secondaires ont été aménagées sur la rive Nord du réservoir Gouin pour la coupe forestière et les activités récréatives.
La surface du baie Eskwaskwakamak est habituellement gelée de la mi-novembre à la fin avril, toutefois la circulation sécuritaire sur la glace
se fait généralement du début décembre à la fin de mars. La gestion des eaux au barrage Gouin peut entrainer des variations significatives du niveau de l’eau particulièrement en fin de l’hiver où l’eau est abaissée en prévision de la fonte printanière.

## Géographie
Avant la fin de la construction du barrage La Loutre en 1916, créant ainsi le réservoir Gouin, la baie Eskwaskwakamak avait une dimension plus restreinte. Après le deuxième rehaussement des eaux du réservoir Gouin en 1948 dû à l’aménagement du barrage Gouin, la baie Eskwaskwakamak épousa sa forme actuelle.
Les principaux bassins versants voisins du baie Eskwaskwakamak sont :
- côté nord : lac Mathieu, rivière Toussaint, rivière Pokotciminikew, lac Baptiste ;
- côté est : lac Kawawiekamak, lac Omina, lac Magnan (réservoir Gouin), baie Verreau ;
- côté sud : lac Marmette (réservoir Gouin), lac McSweeney, baie Marmette Sud ;
- côté ouest : baie Wapisiw, baie Tcikitinaw, baie Kanatakompeak, baie Aiapew, lac Bourgeois (réservoir Gouin), lac du Mâle (réservoir Gouin).

D’une longueur de 9,3 km et d’une largeur maximale de 4,6 km, la baie Eskwaskwakamak est délimitée :
- du côté Ouest par une presqu’île étroite s’étirant sur 2,7 km vers les Sud, laquelle séparant la baie Eskwaskwakamak et la baie Wapisiw ;
- du côté Nord par une presqu’île s’étirant vers le Sud sur 2,0 km. La décharge du lac Mathieu se déverse au fond d’une baie du côté Est de cette presqu’île ;
- du côté Est par une presqu’île étroite s’étirant vers le Sud sur 2,3 km, séparant la baie Eskwaskwakamak et le lac Kawawiekamak.

L’embouchure du baie Eskwaskwakamak est localisée au Sud de la baie vis-à-vis un ensemble d’îles, à la confluence avec le lac Marmette (réservoir Gouin), soit à :
- 6,8 km au Nord-Est du centre du village de Obedjiwan ;
- 9,1 km au Nord-Ouest de la passe Sawrananik qui sépare le lac McSweeney et la baie Marmette Sud ;
- 66,0 km au Nord-Ouest du barrage Gouin ;
- 117 km au Nord-Ouest du centre du village de Wemotaci (rive Nord de la rivière Saint-Maurice) ;
- 206 km au Nord-Ouest du centre-ville de La Tuque ;
- 312 km au Nord-Ouest de l’embouchure de la rivière Saint-Maurice (confluence avec le fleuve Saint-Laurent à Trois-Rivières)[2].

À partir de l’embouchure du baie Eskwaskwakamak, le courant coule sur 78,3 km vers le Sud-Est, jusqu’au barrage Gouin, en traversant notamment, le lac Marmette (réservoir Gouin), le lac Nevers (réservoir Gouin), le lac Brochu (réservoir Gouin) et la baie Kikendatch.
À partir de ce barrage, le courant emprunte la rivière Saint-Maurice jusqu’à Trois-Rivières où il se déverse sur la rive Nord du fleuve Saint-Laurent.

## Toponymie
Le terme "Eskwaskwakamak" est d'origine autochtone.[réf. nécessaire]
Le toponyme "Baie Eskwaskwakamak" a été officialisé le 31 mai 1984 par la Commission de toponymie du Québec.